# 국도 제9호선 (베트남)
국도 제9호선(베트남어: Quốc lộ 9, Đường 9, QL.9)은 베트남을 횡단하고 있는 일반 국도로, 북위 17도를 기준으로 하여 경계선으로 설정시켰던 옛 남베트남(베트남 공화국) 시절에 제정시킨 국도이기도 하다. 그러나 이 국도는 9A, 9B호선으로 분할되어 있는 것으로 보이게 되며 각 부문별 노선은 다음과 같이 구성되어 있다. 먼저 9A호선은 동하에서 라오바오를 거쳐 베트남-라오스 국경 내부로 통하게 되는 꽝찌성까지 이어주며, 또한 9B호선은 동하에서 꾸아비엣까지 이어주는 것으로 드러난다.

## 관통하고 있는 곳
국도 제9호선은 다음과 같은 도시 및 지역을 관통하고 있으며, 해당 지역은 꽝찌성에 한하여 관통된다.
- 동하 - 국도 제1A호선과 만남
- 깜로현
- 떤헙 (흐엉호아현)(베트남어판) - 호치민 하이웨이(영어판)와도 접촉 가능
- 케산 (베트남)(베트남어판)
- 라오바오(베트남어판) - 국도 제9E호선과도 접근되며 라오스 국경지대까지 연결됨

## 노선 정보
- 총 연장 : 82 km
- 도로 폭 : 10 m
- 도로 표면 : 아스팔트로 포장되어 있는 상태